# Башинская, Наталья Владимировна
Наталья Владимировна Башинская (в девичестве Сычёва; 12 марта 1964, Белорецк, Башкирская АССР) — советская и белорусская биатлонистка, серебряный призёр чемпионата мира, позднее — российский тренер по биатлону.

## Карьера
Выступала на биатлонных соревнованиях с 1984 года, представляла город Минск. После развала СССР начала выступать за сборную Беларуси.
Дебютировала в Кубке мира в сезоне 1992/93 в индивидуальной гонке на этапе в Поклюке, в этой же гонке набрала свои первые очки, заняв 24-е место. На чемпионате мира 1993 года в болгарском Боровце выиграла серебряные медали в командной гонке, за сборную Беларуси также выступали Наталья Пермякова, Наталья Рыженкова и Светлана Парамыгина. В эстафете сборная Беларуси, выступавшая в том же составе, заняла пятое место, а в личных соревнованиях Наталья Башинская была 12-й в спринте и 30-й в индивидуальной гонке. Это 12-е место стало лучшим результатом спортсменки на уровне Кубка мира.
Пропустив следующий сезон, Башинская вернулась на Кубок мира в сезоне 1994/95, но выступала неудачно, занимая места в шестом-седьмом десятке. На чемпионате мира 1995 года в Антерсельве была 60-й в индивидуальной гонке и 11-й в эстафете. По окончании сезона завершила карьеру.
После окончания спортивной карьеры вернулась в Башкирию, с 2012 года работает тренером-преподавателем СДЮШОР № 3 города Октябрьский.

## Личная жизнь
Окончила Минский институт культуры (1988) по специальности библиотекарь-библиограф.
До 1994 года выступала под фамилией Сычёва.